# Svatyně Acuta

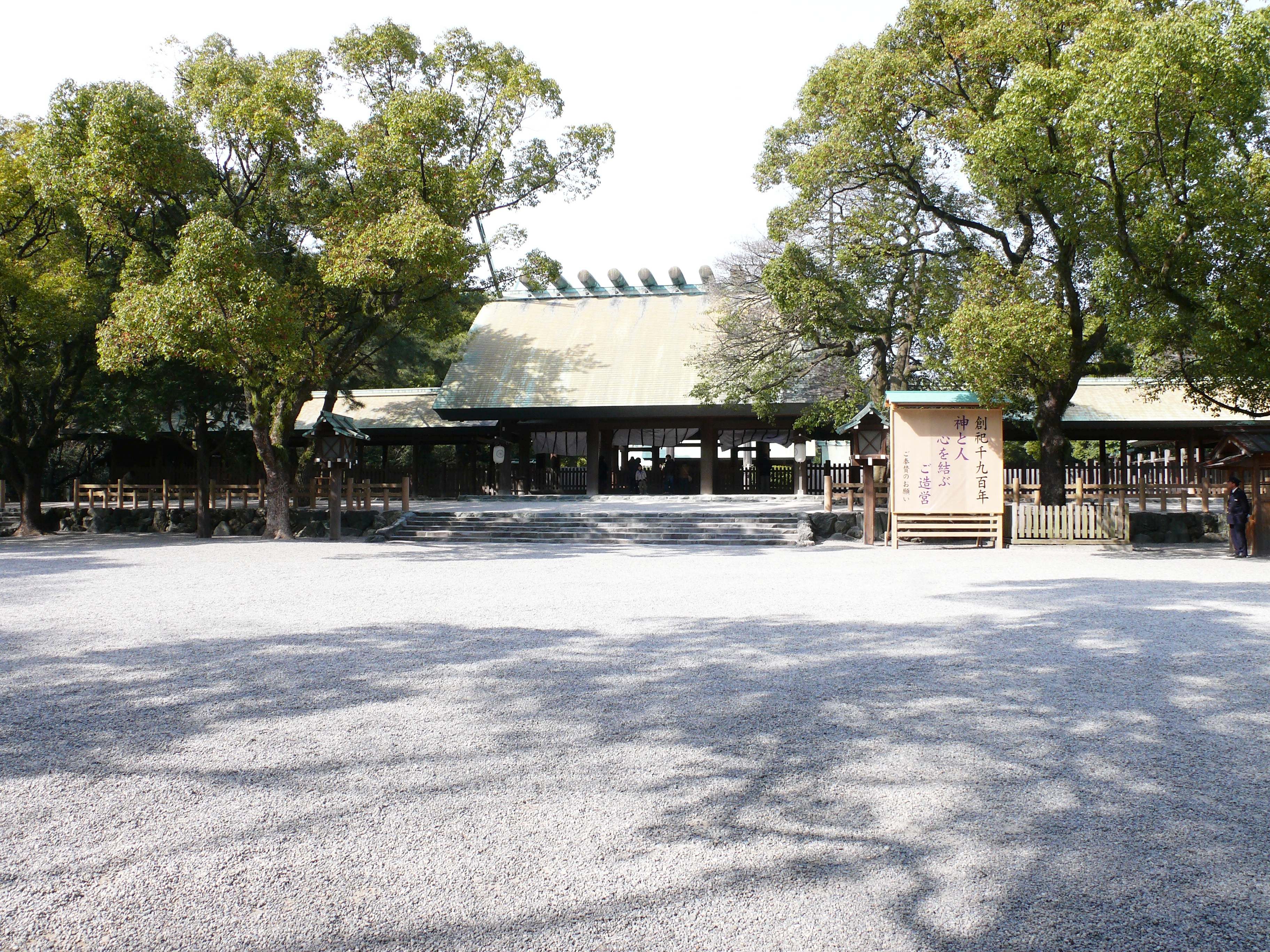
Oratoř

Svatyně Acuta (japonsky 熱田神宮, Acuta-džingú) je šintoistická svatyně, o níž se tradičně věří, že byla založena za vlády císaře Keikóa, tedy mezi lety 71–130. Nachází se ve čtvrti Acuta-ku ve městě Nagoja v prefektuře Aiči v Japonsku. Již od starověku byla mimořádně uctívána a řazena po bok Velké svatyně Ise.
Komplex zdejších svatyní má rozlohu 200 000 m2 a každoročně přiláká víc než 9 milionů návštěvníků.

## Historie

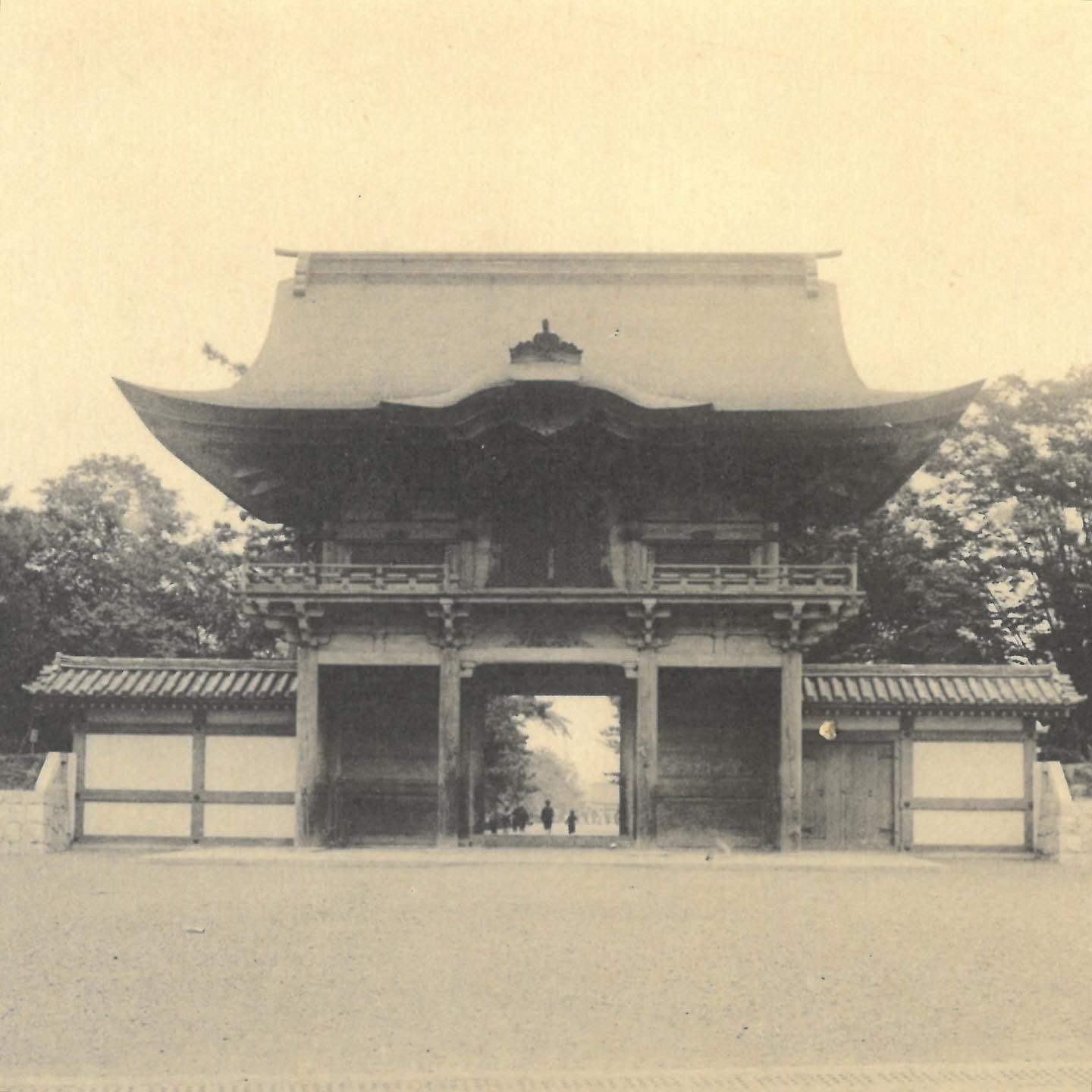
Západní brána svatyně (Činkómon); snímek z roku 1945

Podle kroniky Kodžiki byla svatyně Acuta založena pro uložení legendárního meče Kusanagi no curugi (草薙劍), jednoho z japonských Tří posvátných pokladů.
Podle kronik Kodžiki a Nihonšoki zemřel syn císaře Keikóa princ Ósu (Takeru Jamato) ve 43. roce císařovy vlády, tj. v roce 113. Majetek mrtvého prince včetně posvátného meče Kusanagi zpočátku uctívala jeho žena Mijazu-hime ve svatyni ve svém domě. Později byly tyto památky přeneseny do míst dnešní svatyně Acuta. Podle Nihonšoki se tak stalo v 51. roce vlády princova otce, tedy v roce 122, tradice svatyně však tento akt posouvá až do 1. roku vlády císaře Čúaie, tedy do roku 192.
Během období Nanbokučó neboli období Severní a Jižní dynastie se svatyně stala významným místem v boji mezi vypuzeným císařem Go-Daigem (Jižní dvůr) a jeho oponentem a pozdějším šógunem Ašikagou Takaudžim (Severní dvůr), protože se věřilo, že v ní je nebo byl přechováván meč Kusanagi. Go-Daigo byl totiž patronem strážce svatyně Masajošiho Acuty, který s ním později, v roce 1336, uprchl na horu Hiei a následujícího roku se stal velitelem vojsk bojujících na Go-Daigově straně. Roku 1335 se Takaudži vzbouřil proti císaři Go-Daigovi a jmenoval nového strážce svatyně Acuta. Později, před pochodem na hlavní město, se ve svatyni pomodlil, napodobuje tak chování Joritoma Minamota, který se zachoval stejně, když zakládal šógunát Kamakura.
V roce 1338 měl Jižní dvůr další možnost obsadit svatyni Acutu, když velké vojsko vedené Akiiem Kitabatakem táhlo ze základny Jižního dvora v opevněném chrámu Rjózendži na stejnojmenné hoře. V lednu roku 1338 se ve svatyni pomodlil i Kitabake, avšak čtyři měsíce na to byl zabit v bitvě u Izumi a Severní dvůr dál posílil svoji kontrolu nad svatyní Acuta.
V letech 1872 až 1946 byla svatyně oficiálně označována jako Kanpei-taiša (官幣大社), což znamená, že byla začleněna do nejvyšší třídy státem podporovaných svatyní.

## Stavby

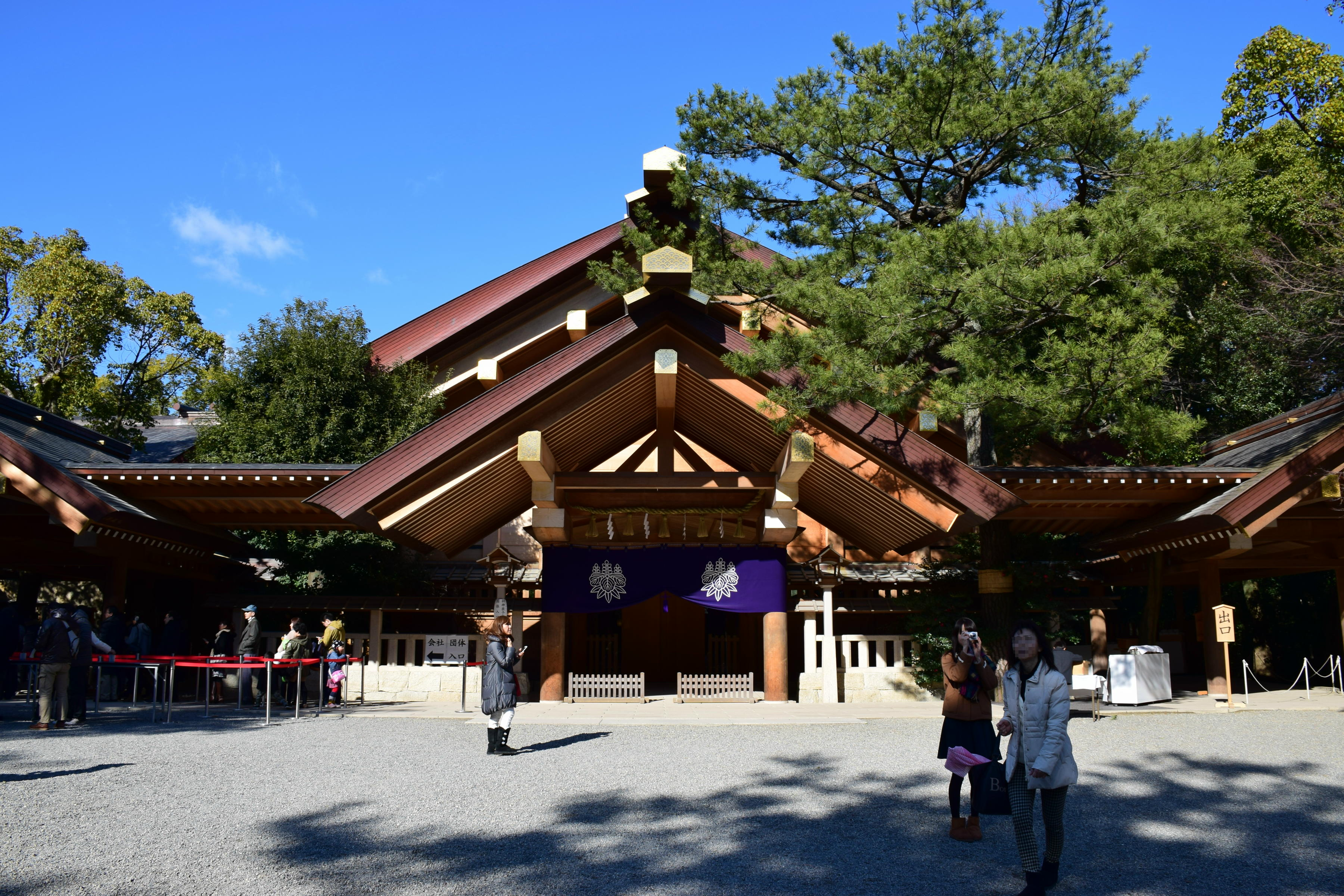
Kaguraden neboli Hala posvátných tanců

Budovy svatyně byly udržovány z darů řady mecenášů, mezi nimiž byly i známé osobnosti, jako například Nobunaga Oda, Hidejoši Tojotomi nebo tokugawští šógunové. Například 7,4 m vysokou zastřešenou zeď Nobunaga-Bei daroval svatyni roku 1560 Nobunaga Oda jako projev vděčnosti za vítězství v Bitvě u Okehazamy.
V roce 1893 byla svatyně přestavěna ve stejném stylu Šinmeizukuri jako budovy Velké svatyně Ise. Před oslavami v roce 1935 byly zdejší budovy spolu s dalším zařízením zcela přestavěny a vylepšeny, tak aby co nejlépe odrážely historii a kulturní význam svatyně.
Mnohé stavby přináležející ke svatyni Acuta byly při bombardování za 2. světové války zničeny požárem. Hlavní budovy svatyně včetně její nejposvátnější části neboli hondenu (本殿) byly do roku 1955 zrekonstruovány. Poté následovaly další objekty komplexu. V roce 1966 byla dokončena budova Pokladnice, v níž byla následně uložena zdejší sbírka předmětů, rukopisů a dokumentů.

### Pokladnice
V Pokladnici (Bunkaden) je uloženo přes 4000 památkových artefaktů včetně 174 významných kulturních památek a dýky, která je zařazena mezi japonské národní poklady. Muzeum svatyně Acuta uchovává a vystavuje různé historické předměty včetně posvátných oděvů, nábytku a náčiní učených pro potřebu božstev, jimž je svatyně zasvěcena. Je tu uloženo množství darovaných mečů, zrcadel a dalších předmětů včetně masek bugaku a dalších věcí spojených se starobylými dvorskými tanci. Sbírka uložená v Pokladnici zahrnuje širokou škálu artefaktů sahající od starověkých dokumentů po domácí potřeby. Celkem 174 z těchto položek označily úřady prefektury Aiči za „významné kulturní statky“.

## Šintoistický rozměr
Šintoistická svatyně Acuta je zasvěcena uctívání božstva Acuty-no-Ókamiho a „Pěti velkých acutských božstev“, jež jsou spojena s legendami o posvátném meči Kusanagi. Jsou to: Amaterasu-ó-mi-kami, Takehaja Susanoo-no-mikoto (Susanoo-no-Mikoto), Jamato Takeru no Mikoto, Mijasu-hime no-mikoto a Take Inadane-no-mikoto.
Acuta je místem, kde je tradičně přechováván posvátný meč Kusanagi no curugi, který je jedním ze Tří posvátných pokladů Japonského císařství. Právě proto je meč Kusanagi, který je chápán jako dar od bohyně slunce Amaterasu, považován za ústřední prvek šintoistického významu svatyně Acuta. Tento jedinečný předmět, který je prodchnut duchem bohyně Amaterasu, byl od nepaměti symbolem autority a postavení japonských císařů.
Za vlády císaře Sudžina byly zhotoveny duplikáty císařských pokladů, jež měly ochránit originály před krádeží. Strach z krádeže se ukázal jako oprávněný, když byl za vlády císaře Tendžiho (661–672) posvátný meč ze svatyně ukraden, a navrátil se zpět teprve během vlády císaře Temmua (672–686). Ačkoli jej od té doby veřejnost neměla možnost spatřit, panuje všeobecné přesvědčení, že zůstal bezpečně uložen ve svatyni až do současnosti.

## Galerie

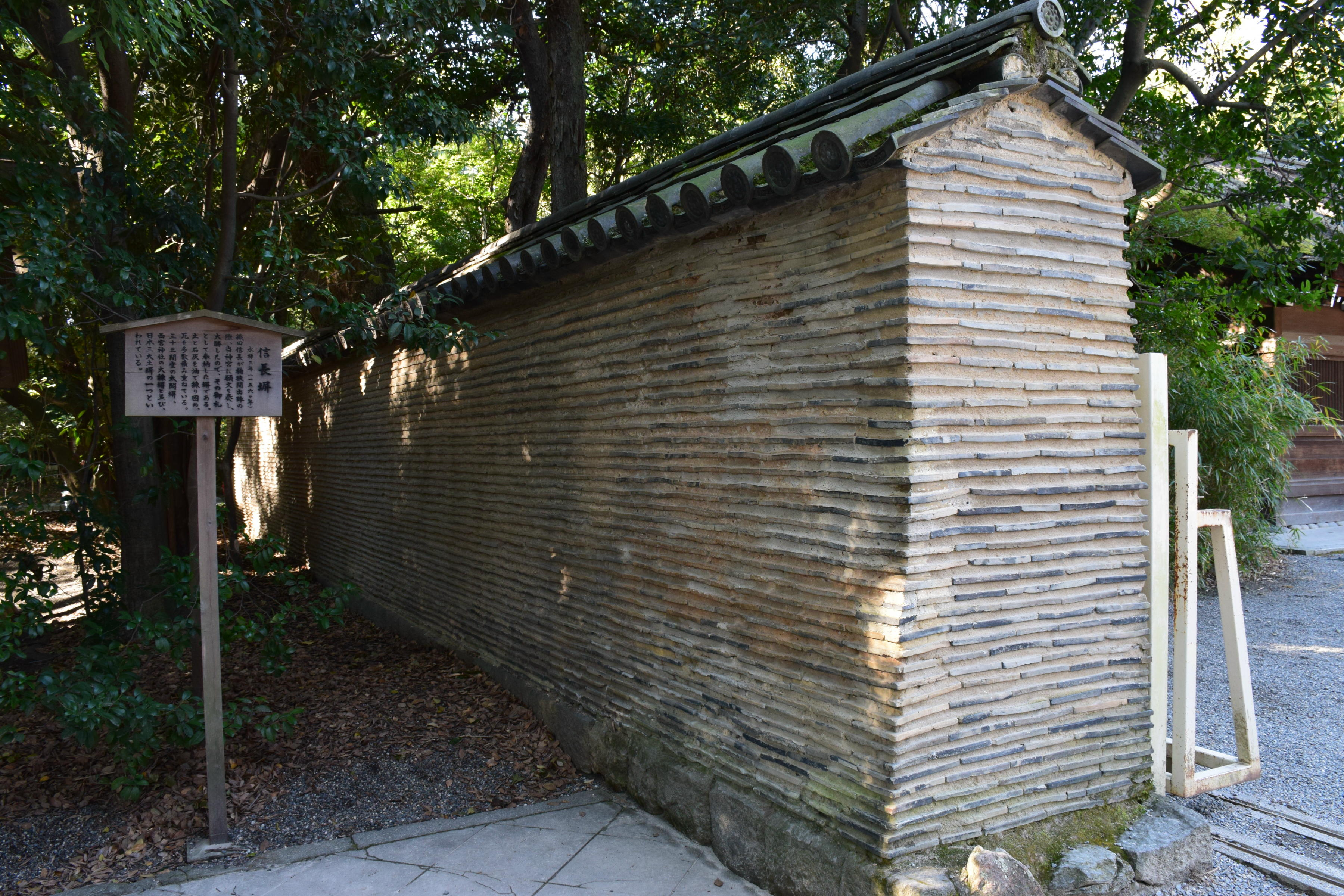
Zeď Nobunaga-Bei
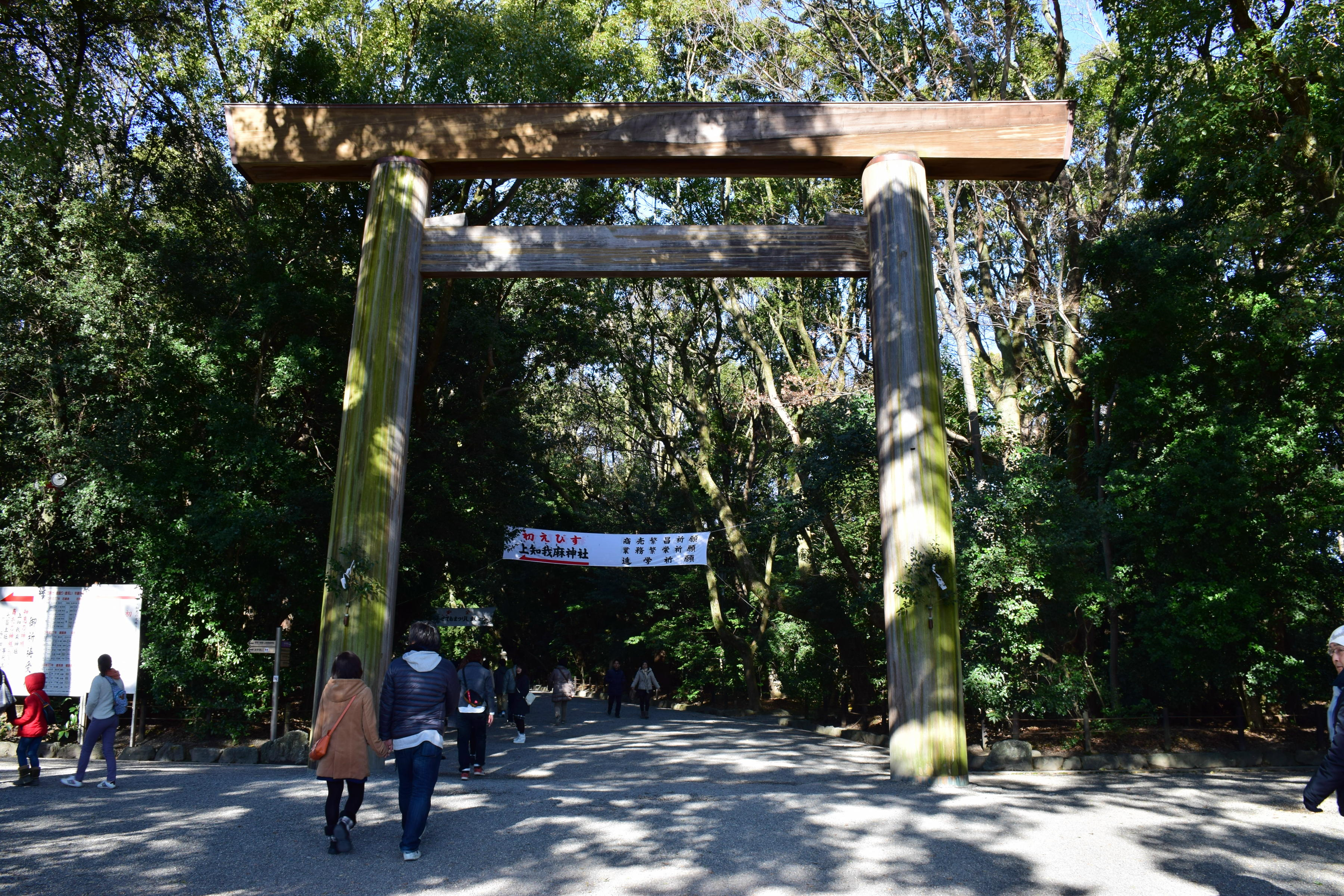
Brána torii
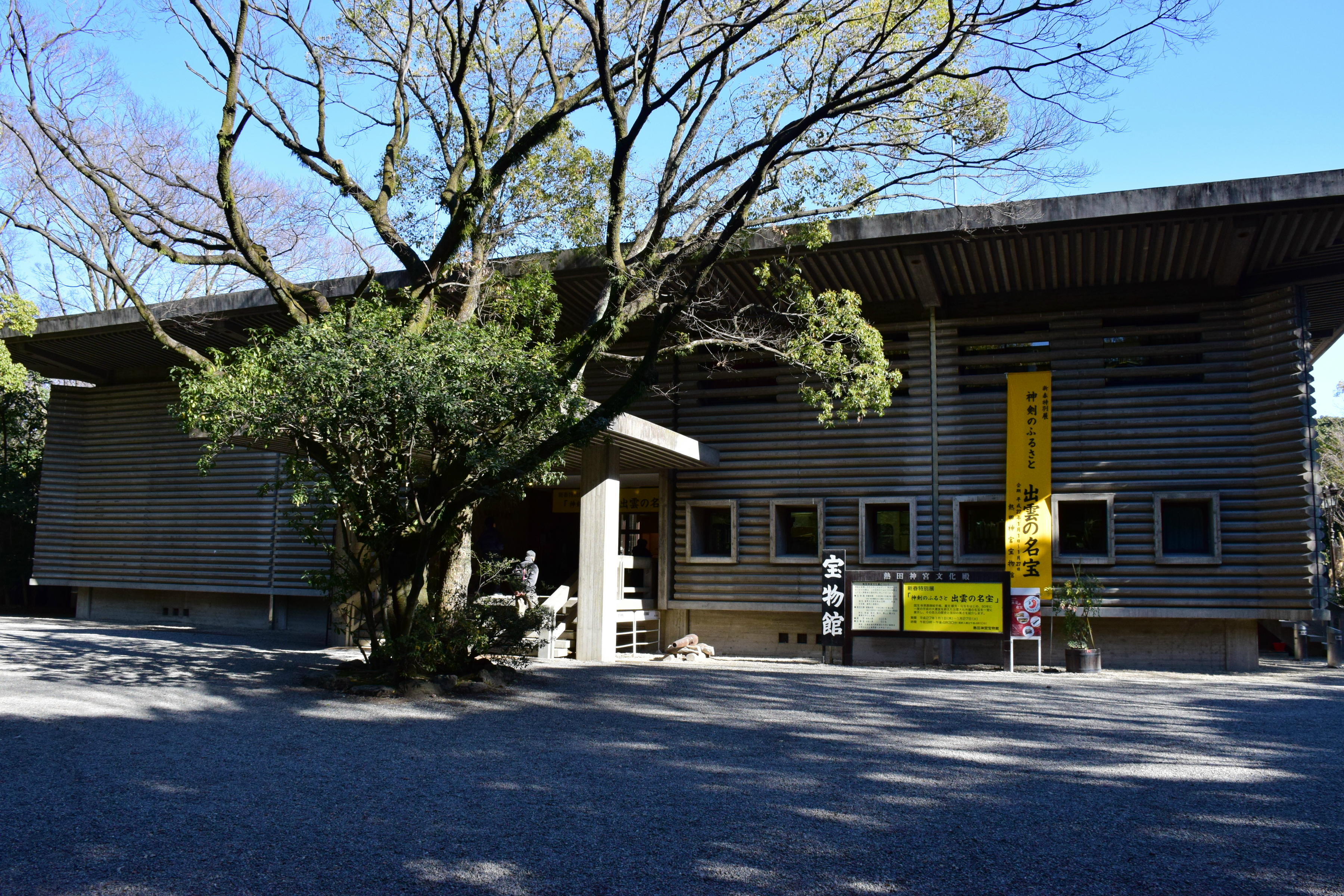
Pokladnice  neboli Bunkaden
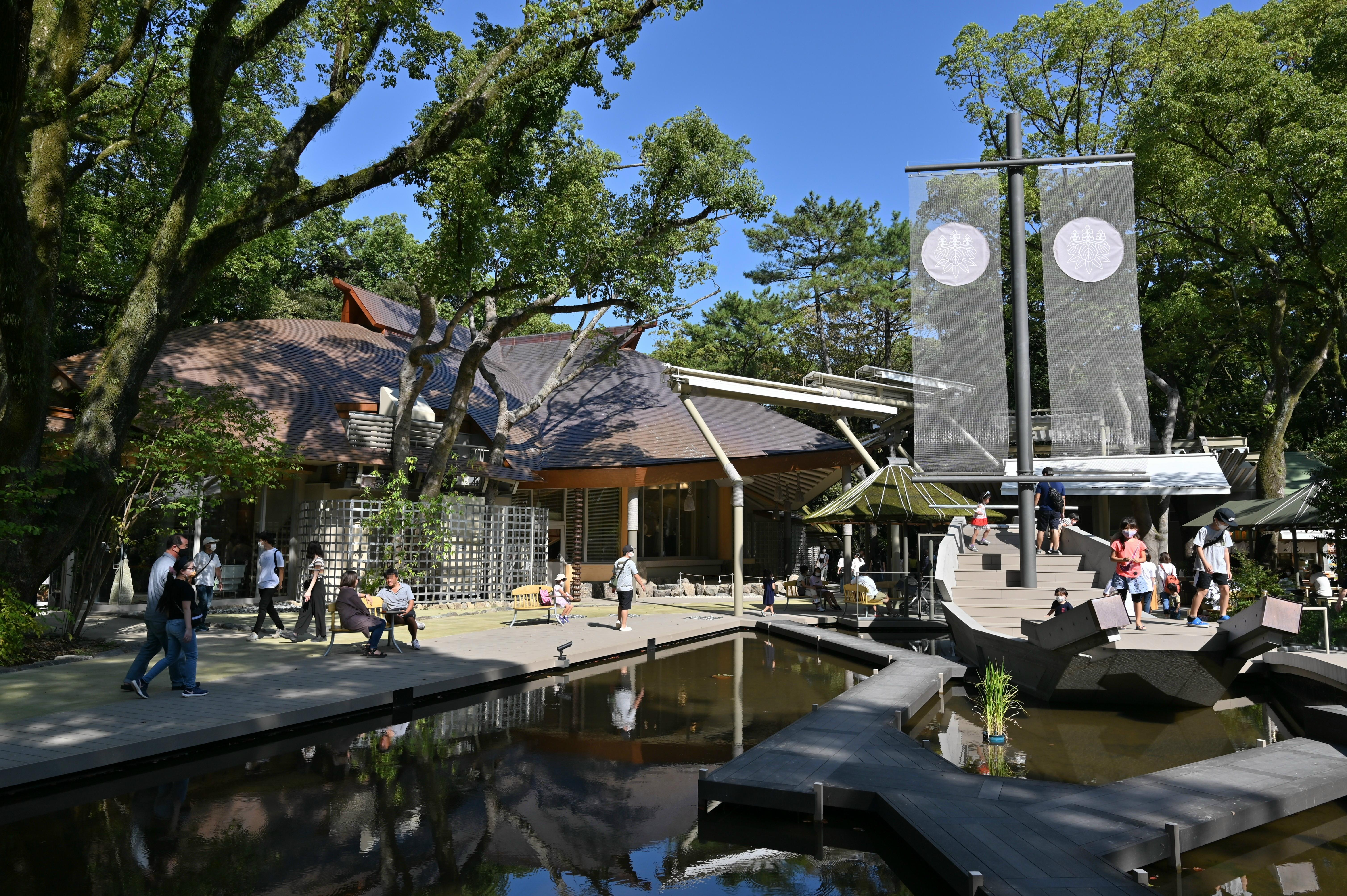
Náměstí Kusanagi